# Geografía de Liechtenstein
Liechtenstein (nombre local, Fuerstentum Liechtenstein) es un estado ubicado en Europa central, entre Austria y Suiza. Se sitúa geográficamente en el valle del Rin en los Alpes. La frontera oeste de Liechtenstein está formada en su totalidad por dicho río. 

## Geografía física

### Relieve
Es un territorio muy montañoso. Los Alpes Réticos (macizo de Rätikon) en los Alpes centrales cruzan Liechtenstein de norte a sur; su cima más alta está en Naafkopf (2.574 m). En la parte oriental se encuentra la cima más alta: el Grauspitz, a 2599 m s. n. m. La altitud baja hacia el oeste, hasta la frontera del Rin, donde un tercio del territorio está ocupado por el valle del Rin. El punto más bajo se encuentra en Ruggeller Riet con una cota de 430 .m s. n. m.

### Ríos
El principal río es el Rin, en su tramo aún inicial, que forma la frontera con Suiza en el límite occidental de Liechtenstein. El segundo río en cuanto a caudal es el Samina que, atravesando el límite con Austria desemboca en el Ill (afluente por la derecha del mismo Rin). Liechtenstein es uno de los dos únicos países en el mundo que no sólo no tienen salida al mar sino que tampoco la tiene ninguno de los países con los que tiene frontera. El otro país en esta situación es Uzbekistán.

### Clima
El clima es típicamente alpino continental, aunque gracias a vientos del sur como el föhn el clima se hace más suave. Los inviernos son nublados y fríos, siendo abundantes las lluvias y las nevadas. Los veranos son más bien fríos a ligeramente cálidos, nubosos y húmedos.

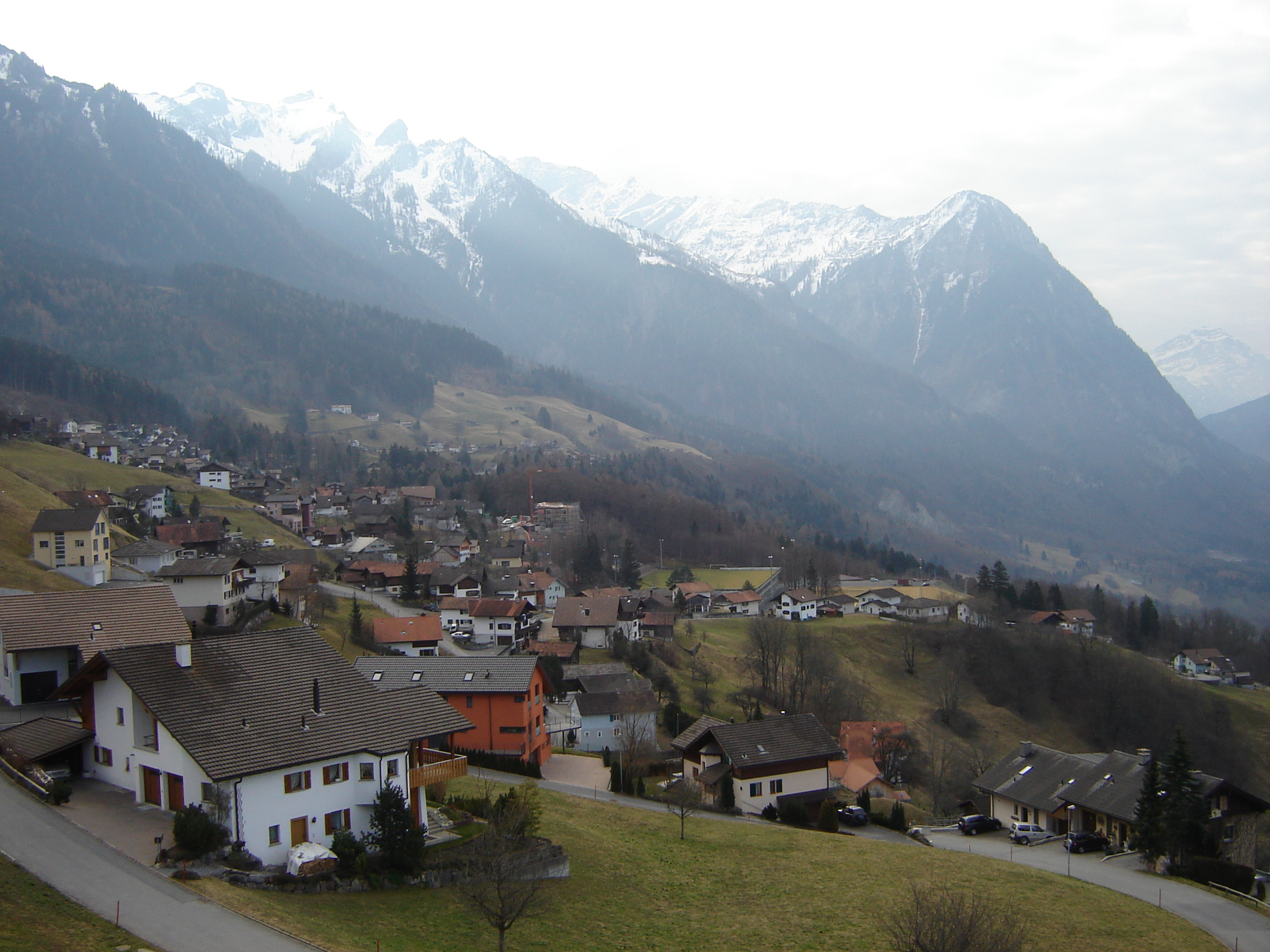
Paisaje de Liechtenstein.

| Parámetros climáticos promedio de Vaduz, capital de Liechtenstein | Parámetros climáticos promedio de Vaduz, capital de Liechtenstein | Parámetros climáticos promedio de Vaduz, capital de Liechtenstein | Parámetros climáticos promedio de Vaduz, capital de Liechtenstein | Parámetros climáticos promedio de Vaduz, capital de Liechtenstein | Parámetros climáticos promedio de Vaduz, capital de Liechtenstein | Parámetros climáticos promedio de Vaduz, capital de Liechtenstein | Parámetros climáticos promedio de Vaduz, capital de Liechtenstein | Parámetros climáticos promedio de Vaduz, capital de Liechtenstein | Parámetros climáticos promedio de Vaduz, capital de Liechtenstein | Parámetros climáticos promedio de Vaduz, capital de Liechtenstein | Parámetros climáticos promedio de Vaduz, capital de Liechtenstein | Parámetros climáticos promedio de Vaduz, capital de Liechtenstein | Parámetros climáticos promedio de Vaduz, capital de Liechtenstein |
| Mes                                                               | Ene.                                                              | Feb.                                                              | Mar.                                                              | Abr.                                                              | May.                                                              | Jun.                                                              | Jul.                                                              | Ago.                                                              | Sep.                                                              | Oct.                                                              | Nov.                                                              | Dic.                                                              | Anual                                                             |
| ----------------------------------------------------------------- | ----------------------------------------------------------------- | ----------------------------------------------------------------- | ----------------------------------------------------------------- | ----------------------------------------------------------------- | ----------------------------------------------------------------- | ----------------------------------------------------------------- | ----------------------------------------------------------------- | ----------------------------------------------------------------- | ----------------------------------------------------------------- | ----------------------------------------------------------------- | ----------------------------------------------------------------- | ----------------------------------------------------------------- | ----------------------------------------------------------------- |
| Temp. máx. media (°C)                                             | 2.2                                                               | 4.2                                                               | 9.8                                                               | 13.7                                                              | 18.7                                                              | 20.9                                                              | 22.7                                                              | 21.4                                                              | 18.8                                                              | 13.5                                                              | 8                                                                 | 4                                                                 | 13.2                                                              |
| Temp. mín. media (°C)                                             | -4.3                                                              | -3                                                                | 0.9                                                               | 3.8                                                               | 8                                                                 | 11.6                                                              | 12.7                                                              | 12                                                                | 9.5                                                               | 5.4                                                               | 1.1                                                               | -3.2                                                              | 4.5                                                               |
| Precipitación total (mm)                                          | 53                                                                | 48                                                                | 50                                                                | 66                                                                | 92                                                                | 119                                                               | 135                                                               | 133                                                               | 94                                                                | 65                                                                | 63                                                                | 52                                                                | 970                                                               |
| Días de precipitaciones (≥ 1 mm)                                  | 7                                                                 | 6                                                                 | 7                                                                 | 9                                                                 | 11                                                                | 13                                                                | 12                                                                | 13                                                                | 9                                                                 | 9                                                                 | 9                                                                 | 8                                                                 | 113                                                               |
| Horas de sol                                                      | 76.275                                                            | 101.7                                                             | 138.425                                                           | 141.25                                                            | 152.55                                                            | 169.5                                                             | 186.45                                                            | 158.2                                                             | 149.725                                                           | 115.825                                                           | 79.1                                                              | 64.975                                                            | 1534                                                              |
| Humedad relativa (%)                                              | 80                                                                | 76                                                                | 70                                                                | 68                                                                | 69                                                                | 70                                                                | 72                                                                | 73                                                                | 76                                                                | 79                                                                | 79                                                                | 80                                                                | 74.3                                                              |
| [cita requerida]                                                  |                                                                   |                                                                   |                                                                   |                                                                   |                                                                   |                                                                   |                                                                   |                                                                   |                                                                   |                                                                   |                                                                   |                                                                   |                                                                   |

### Medio ambiente
La vegetación es la que corresponde a un clima de montaña: bosques de haya blanca y prados en las zonas más llanas. WWF incluye territorio de Liechtenstein en la ecorregión de bosque templado de coníferas denominada bosque de los Alpes.
101 hectáreas están protegidas como humedales de importancia internacional al amparo del Convenio de Ramsar, en un sitio Ramsar: Ruggeller Riet. Como áreas protegidas de Liechtenstein, cabe mencionar varias reservas naturales: Aeulehag, Au, Birka, Gampriner Seelein, Heilos, Ruggeller Riet, Schneckenaeule, Schwabbrunnen-Aescher y Wisanels.

## Geografía humana
La población es de 37.802 (agosto de 2016 est.) La densidad es, por lo tanto, 235.3 habitantes por kilómetro cuadrado. Según el censo del año 2000, de Liechtenstein son el 65,5% de la población y 34,4% el resto. En cuanto a la religión, son mayoritariamente católicos 76,2%; protestantes 7%, desconocidos 10,6% y otros 6,2% (junio de 2002). En cuanto a los idiomas que se hablan son el alemán (oficial) y el alemánico. 
La capital, Vaduz, tiene 5014 habitantes (2004). Además de este municipio (Gemeinden, singular - Gemeinde), hay otros diez en el país: Balzers, Eschen, Gamprin, Mauren, Planken, Ruggell, Schaan, Schellenberg, Triesen y Triesenberg.

## Geografía económica
Recursos naturales: por su forma montañosa y cantidad fluvial, posee potencial hidroeléctrico, tierra arable. Uso de la tierra: tierra arable, 24%, cultivo permanente, 0%, pasto permanente, 16%; bosques, 35%; otros, 25% (1993). Tierra irrigada, ninguna. 
La composición del PIB por sector es: 8% agricultura, 39% industria y 54% sector servicios (2007). La agricultura emplea al 1,7% de la población activa, un 43,5% trabaja en la industria y la mayoría (55,4%) al sector servicios (31 de diciembre de 2006). 
A pesar de su pequeño tamaño y limitados recursos naturales, Liechtenstein se ha desarrollado hasta ser una economía de libre empresa, altamente industrializada, y próspera, con un vital sector de servicios financieros y el mayor PIB per cápita del mundo ($122.100, est. de 2007 est). La economía de Liechtenstein está ampliamente diversificada con un gran número de pequeños negocios. Baja fiscalidad para los ingresos empresariales, con un tipo máximo del 20%, y sencillas normas corporativas han inducido a muchas compañías de holding para establecer sus sedes oficiales en Liechtenstein, proporcionando el 30% de los ingresos estatales. El país participa en la unión aduanera con Suiza y usa el franco suizo como su moneda nacional. Importa más del 90% de sus necesidades energéticas. Desde 2008, Liechtenstein ha estado sometida a creciente presión internacional, particularmente proveniente de Alemania, para mejorar la transparencia de su sector bancario y su sistema fiscal. En octubre de 2009, la OCDE eliminó el principado de su "lista gris" de países que tenían todavía que implementar la convención de tributos modelos de la organización.
Los productos agrícolas que produce son: trigo, centeno, maíz y patatas. También tiene ganado vacuno y se elaboran productos lácteos. En cuanto a su diversificada industria, es electrónica, manufactura del metal, productos dentales, cerámica, parafarmacia, productos alimenticios, instrumentos de precisión y ópticos así como turismo.
En cuanto al transporte, hay 20 kilómetros de gaseoducto (2009). Tiene 9 km de vías férreas y 380 km de carreteras, todas ellas pavimentadas. Hay 28 vías fluviales (2008).